# Terapus flechtmanni
Terapus flechtmanni är en skalbaggsart som beskrevs av Dégallier 1999. Terapus flechtmanni ingår i släktet Terapus och familjen stumpbaggar. Inga underarter finns listade i Catalogue of Life.